# Pedro Calzadilla
Pedro Enrique Calzadilla Pérez (Caracas, 11 de abril de 1962) es un historiador y político venezolano, fue presidente del Consejo Nacional Electoral de Venezuela (CNE), ente rector que dirige el Poder Electoral en dicho país.
Anteriormente fue Ministro del Poder Popular para la Educación Universitaria en la presidencia de Nicolás Maduro (2013-2014), y durante el gobierno de Hugo Chávez fue Ministro del Poder Popular para la Cultura (2011-2013).

## Biografía
Es licenciado en Historia, egresado de la Universidad Central de Venezuela (UCV). Realizó los estudios de postgrado en la Universidad de Tolouse – Le Mirail en Francia, donde obtuvo el Diploma de Estudios Avanzados en Estudios Latinoamericanos.[cita requerida]
Es profesor titular de la Escuela de Historia de la Universidad Central de Venezuela. En el año 2004 y en el 2005 apertura una materia denominada Seminario Historia De Los Barrios De Caracas, I y II con la firme intención de involucrar estudiantes con potencial de investigación en dichos sectores de la urbanidad nacional, obteniéndose distintos materiales y productos referentes al tema del seminario, de dicho seminario fueron alumnos y ahora destacan en su labor profesional Jesús Peña (Así se escribe la historia del Barrio..... 70 años de la comunidad EL Retiro 2007) y Manuel Almeida (A mi barrio le ronca el mambo, historia del barrio La Matica 2009) quienes son parte de la plataforma del Centro Nacional de Historia. Dicho seminario fue aperturado por Calzadilla y dictado nuevamente por Jesús Peña en los años 2008/2009.[cita requerida]

### Actividad política
Fue Cofundador (2007) del Centro Nacional de Historia. Junto con el destacado profesor Arístides Medina Rubio. Dicho Órgano Adscrito al Ministerio del Poder Popular para la Cultura. Fue Director Ejecutivo. 2007-2009 y Presidente de dicha institución (2009 - 2011) Fue responsable de los actos conmemorativos al bicentenario de la independencia de Venezuela 2010 y 2011. [cita requerida]
Ha impulsado la investigación de la historia de temas dejados a un lado por la historia clásica, como la historia de las mujeres, los afrodescendientes y en temas de la historia local, actualmente impulsa el tema de la historia de las comunas.[cita requerida]
Fue ministro de Cultura de Venezuela durante el periodo del presidente Hugo Chávez (2011-2013). El 21 de abril de 2013, en cadena nacional fue asignado como Ministro del Poder Popular para la Educación Universitaria del gobierno de Nicolás Maduro hasta enero de 2014. El 28 de abril de 2019 es designado coordinador internacional de la Red de Intelectuales, Artistas y Movimientos Sociales en Defensa de la Humanidad (REDH).[cita requerida]

### Presidente del CNE
El 4 de mayo de 2021 fue escogido por la V Legislatura de la Asamblea Nacional de Venezuela encabezada por Jorge Rodríguez Gómez como rector principal del Consejo Nacional Electoral (CNE), y al día siguiente escogido como Presidente del órgano electoral. El rector Pedro Calzadilla  presentó su renuncia a la Asamblea Nacional, la cual fue aceptada en sesión legislativa el día 14 de junio de 2023.

## Presidente del CELARG
Desde septiembre de 2023 es presidente del Centro de Estudios Latinoamericanos y del Caribe Rómulo Gallegos, donde ha impulsado nuevos proyectos de investigación.